# 佐々木和郎
佐々木 和郎 （ささき かずお）は、東京工科大学・メディア学部教授、日本のテレビ美術デザイナーである。

## 人物・経歴
宮城県仙台市生まれ。 仙台第一高等学校卒。千葉大学工学部・工学専攻科修了（工業意匠）。
1983年、日本放送協会入局。制作業務局美術部（ 現・映像デザイン ）にてテレビ番組美術のデザインに携わる。1995年、「ニュースセンター'95」のスタジオデザインで、日本ディスプレイデザイン協会 DDA優秀賞受賞。1998年、ドラマ「熱の島で」の美術デザインにて、テレビ日本美術家協会・伊藤熹朔賞で本賞受賞。
テレビスタジオ美術へのCADシステムの活用、コンピュータ・グラフィクス、バーチャルセットのデザインなどを担当。
2007年、東京工科大学・メディア学部教授。次世代ブロードキャスト研究室を開設。2008年、松任谷由実の苗場コンサートにおけるネットコンテンツ「Y-MODE Net Magazine in Naeba」参加。2009年、東京工科大学客員教授・松任谷正隆らとエアープロジェクト研究室を開設。東京工科大学・インターネット放送局「intebro」顧問。

## 業績・参加テレビ番組
- 真田太平記 (1985年）
- NHKスペシャル「驚異の小宇宙 人体」（1989年）
- ネットワークベイビー（1991年）
- 広重を旅する（HD作品 1992年）
- 地球をダメにする50のかんたんな方法（1992年）
- 木星脱出作戦 Escape from Jupiter（国際共同制作ドラマ、1993年）[1]
- 山田が街にやってきた（1993年）
- NHKスペシャル「驚異の小宇宙 人体II 脳と心」（1993年）
- 地球シンフォニー（1994年）
- ニューススタジオ'95（1995年）報道スタジオ
- 翔べイカルス号 Return to Jupiter（1997年）
- クラインの壷（1995年）
- 天才てれびくん （1996年）バーチャルセット
- いつか見た空 （1996年）
- 熱の島で（1997年、文化庁芸術祭参加作品）
- スズキさんの休息と遍歴（1997年）
- スーパー・コンサート（1997年）
- 連続テレビ小説「天うらら」（1998年）
- 双子探偵（1999年）
- NHK放送50周年記念イベント（2003年）
- NHKデジタル教材（2004年）
- インターネット放送局「intebro」（2007年）
- ユーミン Y-MODE NET MAGAZINE（2008年 - 2011年）
- 平原綾香 スペシャルLIVEネット中継（2009年）
- 松任谷由実 TRANSIT TOUR（2009年）コンテンツ制作参加
- 松任谷由実 ROAD SHOW TOUR（2011年）映像コンテンツ制作
- 松任谷由実 POP CLASSICO TOUR（2013年）映像コンテンツ制作